# Никодим Проскурник

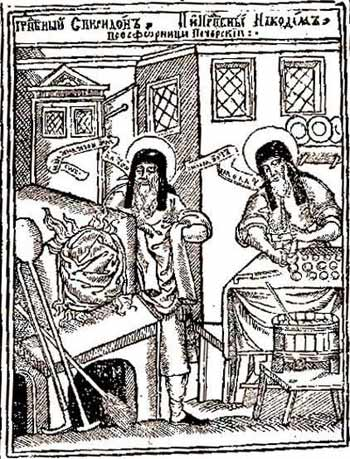
Святі Спиридон та Никодим Проскурники, монастирські пекарі проскур. Гравюра печерського гравера Іллі. Київ, 1661 рік.

Святий Никодим Проскурник (бл. † 1139, Київ) — давньоруський православний святий, чернець Печерського монастиря. Преподобний.  
Був помічником прп. Спиридона; працював у пекарні, за монастирським переказом, 30 років. Жив за часів ігумена Пимена пісника (1132-1141). Помер, можливо, близько 1139 р.

В акафісті всім Печерським преподобним про нього сказано: 
|  | «Радуйся, Никодиме, бо у випіканні хлібів священних ти тридцять років трудився». |

Його мощі спочивають у Ближніх печерах.
Пам'ять 11 жовтня і 13 листопада.

## Джерело
- Словник персоналій Національного Києво-Печерського історико-культурного заповідника[недоступне посилання з червня 2019] — ресурс використано за дозволом видавця.